# Leigh (Worcestershire)
Leigh – wieś w Anglii, w hrabstwie Worcestershire, w dystrykcie Malvern Hills. Leży 7 km na zachód od miasta Worcester i 169 km na północny zachód od Londynu.